# Шнец, Альберт
Альберт Шнец (30 августа 1911 г. — 26 апреля 2007 г.) был офицером трёх последовательных немецких армий: Рейхсвера, Вермахта и, наконец, Бундесвера, Вооружённых Сил современной Федеративной Республики Германии. Он принимал участие в дебатах о внутреннем руководстве недавно сформированного Бундесвера и был близок к Министру обороны Германии Францу Йозефу Штраусу. С 1968 по 1971 год Шнец служил в звании Генерал-Лейтенанта (Generalleutnant) в качестве инспектора армии.
С 1949 года Шнец вместе с другими ветеранами Вермахта и Войск СС создал тайную теневую армию, « Шнец-Труппе » - «Schnez-Truppe», которая была предназначена для борьбы с Советским Союзом в случае вторжения в ФРГ или с немецкими коммунистами во время гражданской войны.  К 1951 году Канцлер Конрад Аденауэр узнал о существовании этой секретной армии и о её главе Альберта Шнеце, но , очевидно, отказался предпринять какие-либо действия против них. С учётом отсутствия каких-либо собственных вооруженных сил в Западной Германии, это казалось правительству ФРГ необходимой мерой на случай предполагаемой угрозы со стороны ГДР. 